# Theo Walcott
Theo James Walcott, ou simplesmente Theo Walcott (Londres, 16 de março de 1989) é um ex-futebolista que atuava como ponta-direita.
Seus avós paternos nasceram em Barbados, por isso Walcott poderia optar por atuar por esta seleção, porém ele preferiu a Inglaterra.

## Carreira

### Início da Carreira
Walcott nasceu em Stanmore, em Londres, mas cresceu em Compton, Berkshire. Ele participou da Escola Primária da Igreja da Inglaterra em Compton e da Escola Downs, jogou futebol para a equipe local da aldeia e mais tarde para Newbury. Walcott marcou mais de 100 gols em sua primeira e única temporada de Newbury, antes de sair de lá para Swindon Town.
Também saiu em 2°lugar nos jogadores mais rapidos do FIFA 15, somente atrás do rapidissímo Gareth Bale.

### Southampton
Jogava na segunda divisão inglesa, no time do Southampton, onde marcou quatro gols em 21 partidas entre 2005 e 2006. Até que em 2006 despertou o interesse do gigante Arsenal, que o contratou por £5 milhões, podendo subir para £12 milhões, dependendo dos jogos pelo clube e seleção, uma quantia recorde para a contratação de um adolescente.

### Arsenal
Chegou ao Arsenal em 20 de janeiro de 2006, aos 16 anos, inicialmente Walcott assinou um pré-contrato, assinando seu contrato profissional somente dois meses depois, em seu aniversário de 17 anos, em 16 de março de 2006, recebendo a camisa número 32, que viria a ser alterada para 14 após a saída de Thierry Henry. Rapidamente destacou-se no clube londrino, seu desempenho resultou na convocação para a Copa do Mundo 2006 pela Seleção Inglesa, tornando-se um dos jogadores mais jovens a participar do torneio.
Durante um certo período, principalmente entre os anos de 2008 e 2009, a carreira de Walcott esteve fortemente marcada por várias lesões. Em 18 de novembro de 2008, deslocou o ombro direito enquanto treinava com a seleção para um amistoso contra a Alemanha, concluindo sua recuperação apenas em abril do ano seguinte. Retornou em 11 de abril de 2009, marcando um gol na vitória por 4-1 sobre o Wigan Athletic, no JJB Stadium. Em 17 de outubro do mesmo ano, sofreu mais uma contusão na vitória por 3-1 sobre o Birmingham City. Walcott iniciou a partida como titular e saiu de campo aos 32 minutos do primeiro tempo, dando lugar a Andrey Arshavin. Desta vez, Theo ficou em recuperação por cerca de um mês.
Iniciou a temporada 2010-11 de forma avassaladora, sendo o autor de um hat-trick logo na segunda partida da Premier League, contra o Blackpool, time recém-promovido à primeira divisão inglesa. A partida terminou com o placar de 6-0 favorável aos Gunners. Nesta temporada, conseguiu finalmente manter uma sequência maior de partidas sem lesões e firmou-se aos poucos como titular da equipe. Ao final dela, com a saída de Samir Nasri para o Manchester City e a nítida queda de desempenho de Andrey Arshavin, a titularidade de Walcott estava cada vez mais firmada.

#### 2005–06
Walcott foi transferido para o Arsenal em 20 de Janeiro de 2006, por uma taxa de £ 5 milhões. Ele assinou um pré- contrato inicial para depois assinar um contrato profissional em seu aniversário de 17 anos em 16 de março de 2006, quando recebeu a camisa no numero 32.

#### 2006–07
Walcott fez sua estréia na Premier League em 19 de agosto de 2006, começou no banco e entrou já dando uma assistência para o gol de Gilberto Silva.
Sua estréia Champions League aconteceu contra o Dinamo Zagreb, onde Walcott tornou-se o jogador mais jovem  do Arsenal a jogar uma competição europeia, um recorde anteriormente detido por Cesc Fàbregas, e desde batido por Jack Wilshere. Poucos minutos depois de entrar, deu o passe para o gol de Mathieu Flamini, dando a Walcott um recorde de duas assistências em duas aparições como substituto. Sua primeira partida, como titular, veio em um jogo contra o Watford em 14 de Outubro de 2006.
O primeiro gol de Walcott para o Arsenal veio na final da Copa da Liga Inglesa de 2007 contra o Chelsea, no Millennium Stadium, Cardiff, em 25 de Fevereiro de 2007, mas o jogo acabou com a vitória do Chelsea por 2x1, com dois gols de Drogba.

#### 2007–08
Os primeiros gols de Walcott no Emirates na temporada 2007-08 foram marcados em uma partida da Liga dos Campeões contra o Slavia Praga, onde o Arsenal ganhou de 7-0 , além dos gols, Walcott deu o passe para o gol de Fàbregas. Walcott marcou seus dois primeiros gols na Premier League um empate por 2-2 contra o Birmingham City em St. Andrew, em 23 de fevereiro de 2008. Ele terminou a temporada com 4 gols no Campeonato inglês e sete gols em toda temporada. Mais tarde, naquela temporada, Arsène Wenger afirmou que Walcott foi finalmente capaz de fazer a sua mudança de um menino, para um homem, e deve em breve ser um monstro.

#### 2008–09
Seguindo as comparações com o ex-companheiro de equipe Thierry Henry, Walcott recebeu a camisa número 14, anteriormente usada por Henry. Durante a temporada 2008-09, Walcott estabeleceu-se como titular absoluto da equipe, começando muitos jogos no meio-campo ou na ala direita. Em setembro de 2008, Arsène Wenger confirmou que o Tottenham Hotspur, Chelsea e Liverpool foram todos interessados em assinar com Walcott quando ele tinha apenas 16 anos. No sábado, 18 de outubro de 2008, Walcott marcou o seu primeiro gol na Premier League da temporada contra o Everton, marcando o terceiro e último gol no jogo, que o Arsenal venceu por 3-1. Três dias depois, Walcott marcou o segundo gol do Arsenal na vitória por 5-2 sobre o Fenerbahçe na Champions League.
Em 18 de novembro de 2008, Walcott deslocou o ombro direito enquanto treinava com a Inglaterra para um amistoso contra a Alemanha. Ele fez uma recuperação completa até Abril de 2009, voltou a marcar contra o Wigan Athletic. Na Liga dos Campeões contra o Villarreal, marcou aos 10 minutos após receber um passe do capitão Fàbregas, o Arsenal venceu por 4-1 no placar agregado.

#### 2012–13
Em 15 de setembro de 2012, Walcott entrou como um substituto para Gervinho e marcou seu primeiro gol na temporada na vitória por 6 a 1 sobre o seu ex-clube Southampton. Marcou duas vezes na Copa da Liga Inglesa contra o Coventry City na vitória novamente por 6 a 1. Em 7 de outubro de 2012, Walcott, mais uma vez marcou em uma vitória fora por 3 a 1 contra o West Ham United chegando ao seu 4º gol na temporada. Em 30 de outubro 2012, Walcott marcou o primeiro gol do Arsenal nos acréscimos do primeiro tempo e o quarto gol nos acréscimos segundo em um jogo da Copa da Liga abrindo o placar para a equipe chegando a 4 a 0 mas o Reading em 4 a 4. Mesmo com o empate o Arsenal venceu a partida por 7 a 5 na prorrogação, em que Walcott marcou um hat-trick.
Em 6 de novembro, Walcott abriu o placar no empate por 2 a 2 com o Schalke na Liga dos Campeões. Em 17 de novembro, Walcott marcou o quinto gol em uma vitória por 5 a 2 contra o Tottenham, repetindo o mesmo placar em que venceu na temporada passada. Walcott contribuiu com um hat-trick para a goleada do Arsenal sobre o Newcastle por 7 a 3 no Emirates Stadium. Conquistando a quarta vitória seguida do Arsenal no Campeonato Inglês. Com gols aos 20 minutos, 28 e aos 45 do segundo tempo e outros gols de seus companheiros Podolski, Chamberlain e Giroud. Demba Ba duas vezes e Marveaux descontaram para o Newcastle. Renovou o contrato com o Arsenal em 18 de janeiro.[carece de fontes?] O novo contrato estipula um salário de 100 mil libras (cerca de R$ 325 mil) por semana ao atacante. Dois dias depois, Walcott marcou o único gol do Arsenal, em uma derrota por 2 a 1 frente ao Chelsea. Walcott também marcou na vitória por 5 a 1 contra o West Ham em 23 de janeiro, contribuiu no último gol do Arsenal sobre o Brighton na vitória por 3 a 2 marcando para a equipe em 26 de janeiro. Walcott marcou o último gol do Arsenal em 30 de janeiro, contra o Liverpool no empate por 2 a 2. Marcou também contra o Wigan rebaixando o adversário para a segunda divisão do campeonato inglês.

### Everton 2018
Em 17 de janeiro de 2018, Walcott assinou para o clube da Premier League, Everton, por uma taxa superior a £ 20 milhões, assinando um contrato de três anos e meio.

## Seleção Inglesa
Foi descoberto muito cedo pelas seleções de base, atuando desde o sub-16. Em 2009, participou da Euro Sub-21, onde a Inglaterra foi finalista, sendo derrotada por 4-0 pela Alemanha. Walcott teve uma fraca atuação na partida, assim como sua seleção.
Pela seleção principal, foi a grande surpresa da convocação do técnico Sven Göran Eriksson para a Copa do Mundo de 2006, Walcott poderia se tornar o segundo jogador mais jovem a entrar em campo em uma Copa, com apenas 17 anos e dois meses de idade, mas isso acabou não acontecendo, já que ele não atuou em nenhuma das partidas do English Team na Copa.
Passado-se alguns anos, a grande promessa daquela Copa parece ainda não ter convencido e teve poucas chances como titular, marcando somente três gols e todos numa mesma partida, contra a Croácia em novembro de 2008, tornando-se o jogador inglês mais jovem a marcar um hat-trick pela seleção.
Após a frustração de estar fora da Copa do Mundo de 2010, muito por causa das lesões que havia sofrido a serviço do Arsenal, Walcott voltou a disputar um torneio oficial com a Inglaterra em 2012, sendo convocado pelo recém-chegado treinador Roy Hodgson para a Eurocopa. Apesar de ter começado todas as quatro partidas da Inglaterra na reserva, Theo atuou em todas elas, chegando a marcar um belíssimo gol de fora da área na partida contra a Suécia. Ele não marcava pela seleção desde os três tentos contra a Croácia. A Inglaterra terminou eliminada pela Itália nas quartas-de-final, numa disputa por pênaltis. Nesse mesmo dia teve uma diarreia terrivel

## Estatísticas

### Seleção
| Ano   |       |      |
| Ano   | Jogos | Gols |
| ----- | ----- | ---- |
| 2006  | 1     | 0    |
| 2008  | 5     | 3    |
| 2009  | 2     | 0    |
| 2010  | 7     | 0    |
| 2011  | 6     | 0    |
| 2012  | 9     | 1    |
| 2013  | 6     | 1    |
| 2015  | 6     | 3    |
| 2016  | 5     | 0    |
| Total | 47    | 8    |

#### Gols pela seleção
| #  | Data                   | Local                                      | Adversário | Placar | Resultado | Competição                  |
| -- | ---------------------- | ------------------------------------------ | ---------- | ------ | --------- | --------------------------- |
| 1. | 10 de setembro de 2008 | Estádio Maksimir, Zagreb, Croácia          | Croácia    | 0–1    | 4–1       | Elim. Copa do Mundo de 2010 |
| 2. | 10 de setembro de 2008 | Estádio Maksimir, Zagreb, Croácia          | Croácia    | 0–2    | 4–1       | Elim. Copa do Mundo de 2010 |
| 3. | 10 de setembro de 2008 | Estádio Maksimir, Zagreb, Croácia          | Croácia    | 1–4    | 4–1       | Elim. Copa do Mundo de 2010 |
| 4. | 15 de junho de 2012    | Estádio Olímpico de Kiev, Kiev, Ucrânia    | Suécia     | 2–2    | 3–2       | Euro 2012                   |
| 5. | 14 de agosto de 2013   | Estádio de Wembley, Londres, Inglaterra    | Escócia    | 1–1    | 3–2       | Amistoso                    |
| 6. | 5 de setembro de 2015  | Estádio San Marino, Serravalle, San Marino | San Marino | 0–4    | 0–6       | Elim. Copa do Mundo de 2010 |
| 7. | 5 de setembro de 2015  | Estádio San Marino, Serravalle, San Marino | San Marino | 0–6    | 0–6       | Elim. Copa do Mundo de 2010 |
| 8. | 9 de outubro de 2015   | Estádio de Wembley, Londres, Inglaterra    | Estónia    | 1–0    | 2–0       | Amistoso                    |

## Títulos
Arsenal
- Copa da Inglaterra : 2013–14 , 2014–15 e 2016-17
- Supercopa da Inglaterra: 2015 e 2017

### Individual
- Esportista jovem do ano - BBC: 2006